# هوارد داگلاس
هوارد داگلاس (انگلیسی: Howard Douglas؛ ۲۳ ژانویهٔ ۱۷۷۶ – ۹ نوامبر ۱۸۶۱) یک سیاست‌مدار بریتانیایی و از اعضای انجمن سلطنتی بریتانیا بود.